# Bastardsvärmare
Bastardsvärmare och Metallvingesvärmare (Zygaenidae) är en familj i insektsordningen fjärilar som innehåller omkring 1 000 arter. De är dagflygande och har färgstark metallglänsande teckning, ofta i blått och rött men även andra färger förekommer. Både larv, puppa och den fullvuxna fjärilen är giftiga. Giftet, vätecyanid, kommer från växterna som larven äter. Värdväxt för larverna är bland annat käringtand och ängssyra. De vuxna fjärilarna kan ofta ses på väddväxter.

## Systematik
Bastardsvärmare tillhör överfamiljen Zygaenoidea. Denna överfamilj tillhör tillsammans med överfamiljerna Cossoidea (glasvingar och träfjärilar) och Choreutoidea (gnidmalar) gruppen Sesiina.
Bastardsvärmare delas in i 5 underfamiljer:
Callizygaeninae (ej representerad i Sverige)

Chalcosiinae (ej representerad i Sverige)

Phaudinae (ej representerad i Sverige)

Procridinae

Zygaeninae

## Arter i Sverige
I Sverige finns 7 arter i två släkten. Samtliga utom fjällbastardsvärmaren är rödlistade i kategorin nära hotad. Nedgången för arterna i Sverige beror på att antalet blomrika ängsmarker har minskat i landet.
- Underfamiljen Zygaeninae
- Släktet Zygaena
  - bredbrämad bastardsvärmare (Z. lonicerae)
  - klubbsprötad bastardsvärmare (Z. minos)
  - smalsprötad bastardsvärmare (Z. osterodensis)
  - mindre bastardsvärmare (Z. viciae)
  - fjällbastardsvärmare (Z. exulans)
  - sexfläckig bastardsvärmare (Z. filipendulae)
- Underfamiljen Procridinae
- Släktet Adscita
  - ängsmetallvinge (A. statices)

| Larv och kokong av ängsmetallvinge |  | Larv och kokong av ängsmetallvinge |
| Larv och kokong av ängsmetallvinge |  |                                    |